# ديزي كوبيرن
ديزي كوبيرن (بالإنجليزية: Daisy Dares You)‏ هي مغنية وعازفة قيثارة ومغنية مؤلفة بريطانية، ولدت في 5 نوفمبر 1993 في دانمو الكبرى ‏ في المملكة المتحدة.

## وصلات خارجية
- ديزي كوبيرن على موقع ميوزك برينز (الإنجليزية)